# Shūto Abe
Shūto Abe (安部 柊斗 Abe Shūto?, Tokio, 5 de diciembre de 1997) es un futbolista japonés que juega como centrocampista en el Gamba Osaka de la J1 League.

## Trayectoria
En 2019 se unió al F. C. Tokyo. Allí estuvo hasta julio de 2023, momento en el que se marchó al RWDM belga con un contrato de tres años. Tras los dos primeros regresó a Japón y en mayo de 2025 fichó por el Gamba Osaka.

## Clubes
| Club        | País    | Año       |
| ----------- | ------- | --------- |
| F. C. Tokyo | Japón   | 2019-2023 |
| RWDM        | Bélgica | 2023-2025 |
| Gamba Osaka | Japón   | 2025-     |

## Palmarés

### Títulos nacionales
| Título         | Club        | País  | Año  |
| -------------- | ----------- | ----- | ---- |
| Copa J. League | F. C. Tokyo | Japón | 2020 |